# Max Hainle
Max Hainle (ur. 3 lutego 1882 w Dortmundzie, zm. 19 kwietnia 1961) – niemiecki pływak, uczestnik Letnich Igrzysk Olimpijskich 1900 w Paryżu.
Zawodnik zwycięskiej drużyny pływackiej na 200 m drużynowo. Uczestniczył również w rozgrywkach piłki wodnej oraz wyścigu na 1000 m stylem dowolnym, który zakończył na 4. pozycji.